# Primera División (Mexiko) 1994/95
Die Saison 1994/95 war die 51. reguläre Meisterschaftsrunde in Mexiko seit Einführung der Primera División in der Saison 1943/44 und die letzte Spielzeit, in der die Zwei-Punkteregel galt.

## Modus
Der Wettbewerb wurde aufgrund der 19 teilnehmenden Mannschaften in 3 Gruppen zu jeweils 5 und einer Gruppe mit 4 Mannschaften unterteilt. Dessen ungeachtet trat jede Mannschaft der Liga je zweimal (in je einem Heim- und Auswärtsspiel) gegeneinander an. Am Ende der Punktspielrunde qualifizierten sich die Gruppensieger sowie die beiden punktbesten Zweitplatzierten für die Endrunde, die, mit dem Viertelfinale beginnend, im Play-off-Modus ausgetragen wurde. Die beiden anderen Gruppenzweiten mussten gegen die beiden punktbesten Gruppendritten in einer vorgeschalteten Qualifikationsrunde, der Repechaje, antreten.

## Veränderungen und Besonderheiten
Am Ende der vorangegangenen Saison erlitt der Querétaro Fútbol Club den Abstieg aus der höchsten Spielklasse. Er wurde durch den Aufsteiger Tampico-Madero FC ersetzt. Dass die Anzahl der teilnehmenden Mannschaften dennoch von 20 im Vorjahr auf nunmehr 19 fiel, lag am finanziell bedingten Rückzug des Club Universidad de Guadalajara, der nach zwanzigjähriger Erstligazugehörigkeit seinen Platz in der höchsten Spielklasse aufgab. 
Weder der Querétaro FC noch der Club Universidad de Guadalajara waren in der Saison 1994/95 in der zweithöchsten Spielklasse vertreten. Diese war in derselben Spielzeit neu strukturiert wurden durch Schaffung der Primera División 'A', die mit ihrem Zustandekommen ab der ihrer Eröffnungssaison die Segunda División als bisheriger zweiter Liga fortan in den Rang einer dritten Liga verbannte. Während der Querétaro FC in der Saison 1994/95 in der Segunda División antrat, wurde die erste Mannschaft des Club Universidad de Guadalajara ganz aufgelöst und die bisherige zweite Mannschaft Atlético Bachilleres ebenfalls in der Segunda División ins Rennen geschickt. 
Wie im Vorjahr die Toros Neza, die zu Beginn der laufenden Spielzeit nach Nezahualcóyotl zurückgekehrt waren, in der vergangenen Saison wegen Problemen mit ihrem Stadion in eine andere Stadt verzogen waren, so traf es diesmal den Tampico-Madero FC. Er verließ nach 15 Spieltagen (bzw. 14 Spielen, da er am 14. Spieltag spielfrei war) seine Heimat und trat für den Rest der Saison unter der Bezeichnung »TM Gallos Blancos« in Querétaro an. „Gallos Blancos“ (span. für Weiße Hähne) ist der Spitzname des in Querétaro beheimateten Querétaro Fútbol Club, der am Ende der vorangegangenen Saison aus der höchsten Spielklasse abgestiegen war und nun lediglich drittklassig spielte. Im Gegensatz zu den Toros Neza, für die dieser Umzug nicht im Abstieg mündete, verabschiedete sich Tampico-Madero nach nur einer Spielzeit erneut (nach dem letzten finanziell bedingten Rückzug am Ende der Saison 1989/90, als die Erstligalizenz an den Querétaro FC veräußert worden war!) aus der höchsten Spielklasse, in die er seither auch nicht mehr zurückkehren konnte und über weite Strecken nur in der Drittklassigkeit vertreten war. Die Konsequenzen über den Verlust der angestammten Heimspielstätte lassen sich leicht statistisch belegen: während der Tampico-Madero FC in seinem  Estadio Tamaulipas von 6 Heimspielen 4 gewann und nur eines verlor, wurden von den 12 Heimspielen, die im Estadio La Corregidora von Querétaro ausgetragen wurden, nur 3 gewonnen und 6 verloren. Das erste Heimspiel an neuer Wirkungsstätte gegen den Club América am 11. Dezember 1994 war sogar die höchste Heimniederlage aller Mannschaften in dieser Spielzeit. Trotz einer frühen 2:0-Führung verloren die neu kreierten »TM Gallos Blancos« desaströs mit 2:8 gegen den Hauptstadtverein. Zweiter Absteiger am Ende der Saison waren die U.A.T. Correcaminos. 

## Kreuztabelle
| Pos. | Mannschaft                          | GDL | AME | CAZ | NEC | UAG | UNM | PUE | SAN | VER | ATE | MTY | TOR | ATS | LEO | MOR | TOL | UAT | UNL | T.M. 2 | Sp | S  | U  | N  | Tore  | Punkte | Gruppe 1 |
| ---- | ----------------------------------- | --- | --- | --- | --- | --- | --- | --- | --- | --- | --- | --- | --- | --- | --- | --- | --- | --- | --- | ------ | -- | -- | -- | -- | ----- | ------ | -------- |
| 01.  | CD Guadalajara                      |     | 3:4 | 3:1 | 4:0 | 2:3 | 1:1 | 0:0 | 3:1 | 5:0 | 4:1 | 2:1 | 2:1 | 2:1 | 2:1 | 2:0 | 2:0 | 3:1 | 1:1 | 1:0    | 36 | 22 | 08 | 06 | 70:35 | 52–20  | 3 (1.)   |
| 02.  | Club América                        | 0:0 |     | 3:1 | 1:2 | 2:1 | 3:1 | 2:2 | 2:1 | 1:1 | 1:4 | 2:1 | 4:1 | 0:1 | 1:0 | 7:3 | 1:1 | 8:1 | 2:1 | 4:0    | 36 | 19 | 13 | 04 | 88:46 | 51–21  | 1 (1.)   |
| 03.  | CD Cruz Azul                        | 0:1 | 1:1 |     | 1:1 | 3:3 | 0:1 | 2:1 | 5:2 | 3:1 | 4:1 | 6:0 | 5:2 | 4:0 | 6:0 | 1:3 | 2:0 | 3:2 | 5:1 | 4:1    | 36 | 20 | 08 | 08 | 91:45 | 48–24  | 2 (1.)   |
| 04.  | Club Necaxa                         | 1:1 | 4:4 | 0:0 |     | 2:1 | 2:1 | 1:2 | 1:1 | 2:0 | 7:0 | 6:0 | 1:3 | 2:2 | 1:0 | 2:2 | 1:0 | 5:1 | 1:0 | 2:3    | 36 | 16 | 14 | 06 | 69:38 | 46–26  | 1 (2.)   |
| 05.  | U.A.G. Tecos                        | 1:0 | 1:3 | 0:2 | 1:1 |     | 1:1 | 3:1 | 2:1 | 3:2 | 2:1 | 2:2 | 2:1 | 2:0 | 1:1 | 0:0 | 1:1 | 1:1 | 0:0 | 3:0    | 36 | 14 | 14 | 08 | 50:47 | 42–30  | 1 (3.)   |
| 06.  | UNAM Pumas                          | 0:2 | 0:0 | 2:1 | 1:1 | 3:0 |     | 1:0 | 1:1 | 1:2 | 2:1 | 3:0 | 1:1 | 1:0 | 3:3 | 5:0 | 0:0 | 2:1 | 2:1 | 3:0    | 36 | 15 | 11 | 10 | 49:36 | 41–31  | 3 (2.)   |
| 07.  | Puebla FC                           | 1:0 | 1:1 | 1:1 | 0:4 | 3:2 | 0:0 |     | 2:0 | 1:0 | 6:6 | 0:0 | 2:1 | 1:1 | 2:1 | 1:1 | 1:0 | 2:1 | 0:0 | 4:0    | 36 | 12 | 16 | 08 | 45:41 | 40–32  | 3 (3.)   |
| 08.  | Santos Laguna                       | 3:2 | 2:0 | 2:5 | 0:2 | 3:0 | 1:3 | 1:1 |     | 3:2 | 2:2 | 1:0 | 4:1 | 2:1 | 2:1 | 2:0 | 2:2 | 4:0 | 2:1 | 1:1    | 36 | 13 | 09 | 14 | 61:62 | 35–37  | 4 (1.)   |
| 09.  | CD Veracruz                         | 1:4 | 3:3 | 0:4 | 1:0 | 3:0 | 0:0 | 0:0 | 3:3 |     | 1:0 | 2:4 | 0:1 | 0:0 | 2:0 | 0:0 | 1:0 | 1:2 | 3:0 | 2:2    | 36 | 12 | 11 | 13 | 43:51 | 35–37  | 2 (2.)   |
| 10.  | CF Atlante                          | 1:1 | 2:2 | 3:1 | 0:3 | 2:2 | 0:2 | 3:1 | 3:2 | 0:2 |     | 1:2 | 1:1 | 2:2 | 3:2 | 4:1 | 0:0 | 3:1 | 2:1 | 2:1    | 36 | 11 | 11 | 14 | 57:69 | 33–39  | 2 (3.)   |
| 11.  | CF Monterrey                        | 1:2 | 1:1 | 2:2 | 1:1 | 0:0 | 1:0 | 1:1 | 1:1 | 0:0 | 1:1 |     | 0:1 | 0:1 | 0:0 | 2:1 | 3:0 | 1:1 | 1:0 | 2:1    | 36 | 09 | 15 | 12 | 37:52 | 33–39  | 4 (2.)   |
| 12.  | Toros Neza                          | 1:2 | 1:1 | 3:3 | 1:1 | 1:1 | 2:1 | 1:3 | 1:0 | 2:3 | 2:3 | 1:1 |     | 1:2 | 1:2 | 5:0 | 3:1 | 2:1 | 3:0 | 3:1    | 36 | 12 | 08 | 16 | 55:62 | 32–40  | 1 (4.)   |
| 13.  | Atlas Guadalajara                   | 0:1 | 1:2 | 2:1 | 0:3 | 1:1 | 1:0 | 1:1 | 1:3 | 1:2 | 0:1 | 2:2 | 3:1 |     | 2:0 | 1:1 | 2:3 | 4:0 | 1:2 | 1:0    | 36 | 12 | 08 | 16 | 43:52 | 32–40  | 4 (3.)   |
| 14.  | Club León                           | 0:4 | 0:2 | 1:1 | 0:4 | 1:2 | 2:0 | 1:0 | 1:0 | 3:0 | 0:0 | 1:0 | 1:1 | 2:0 |     | 2:5 | 2:2 | 0:0 | 2:0 | 3:0    | 36 | 11 | 09 | 16 | 39:55 | 31–41  | 4 (4.)   |
| 15.  | Atlético Morelia                    | 2:2 | 1:6 | 2:3 | 0:0 | 1:1 | 6:2 | 0:2 | 2:2 | 0:0 | 2:1 | 1:2 | 1:3 | 4:1 | 2:3 |     | 1:2 | 3:2 | 2:1 | 4:2    | 36 | 09 | 12 | 15 | 54:75 | 30–42  | 2 (4.)   |
| 16.  | Deportivo Toluca                    | 1:2 | 0:3 | 0:4 | 1:2 | 1:2 | 2:1 | 2:0 | 4:2 | 1:2 | 4:2 | 2:0 | 0:1 | 1:2 | 1:0 | 1:2 |     | 4:2 | 1:3 | 3:0    | 36 | 10 | 08 | 18 | 44:57 | 28–44  | 3 (4.)   |
| 17.  | UAT Correcaminos                    | 3:1 | 0:2 | 0:3 | 2:0 | 1:2 | 0:0 | 1:1 | 1:2 | 1:0 | 1:0 | 1:1 | 2:1 | 3:1 | 4:1 | 0:0 | 2:2 |     | 2:0 | 0:0    | 36 | 09 | 10 | 17 | 42:65 | 28–44  | 2 (5.)   |
| 18.  | UANL Tigres                         | 2:2 | 1:1 | 0:1 | 1:1 | 0:2 | 0:1 | 1:1 | 1:0 | 0:2 | 2:0 | 1:2 | 4:0 | 0:1 | 1:1 | 1:1 | 1:1 | 1:0 |     | 4:1    | 36 | 07 | 10 | 19 | 34:50 | 24–48  | 1 (5.)   |
| 19.  | Tamp.-Mad. FC / TM Gallos Blancos 2 | 0:1 | 2:8 | 0:2 | 2:2 | 0:1 | 0:3 | 1:0 | 4:2 | 1:1 | 1:1 | 4:1 | 3:0 | 1:3 | 0:1 | 4:0 | 2:0 | 1:1 | 2:1 |        | 36 | 08 | 07 | 21 | 41:74 | 23–49  | 3 (5.)   |

Erläuterung: 

1 Vermerkt ist die Gruppe, der die Mannschaft zugeteilt war. Die Zahl in Klammern informiert über die erreichte Platzierung in der jeweiligen Gruppe.

2 Nach dem 15. Spieltag bzw. nach 14 Spielen des Tampico-Madero FC (der am 14. Spieltag spielfrei war) verzog die Mannschaft aufgrund von Problemen mit dem Estadio Tamaulipas nach Querétaro, wo sie unter der Bezeichnung »TM Gallos Blancos« antrat. 
| Farbliche Markierung der Spiele, in denen der Tampico-Madero FC unter der Bezeichnung »TM Gallos Blancos« in Querétaro beheimatet war. |

## Endrunde

### Repechaje (Qualifikation)
In der Repechaje setzen sich – jeweils bei Gleichstand –  der Puebla FC aufgrund der Auswärtstorregel gegen den CD Veracruz und (weil beide Mannschaften ihr Heimspiel mit 2:0 gewannen und deshalb die Auswärtstorregel nicht zur Geltung kam) die Tecos aufgrund des besseren Punktestandes (42 gegenüber 33) in der Punktspielrunde gegenüber dem CF Monterrey durch. 
|              | Gesamt |              | Hinspiel | Rückspiel |
| ------------ | ------ | ------------ | -------- | --------- |
| CF Monterrey | 2:2    | U.A.G. Tecos | 2:0      | 0:2       |
| CD Veracruz  | 1:1    | Puebla FC    | 1:1      | 0:0       |

### Viertelfinale
Im Viertelfinale setzen sich – jeweils bei Gleichstand –  der CD Guadalajara aufgrund der Auswärtstorregel gegen den Club Santos Laguna und (weil beide Mannschaften ihr Heimspiel mit 1:0 gewannen und deshalb die Auswärtstorregel nicht zur Geltung kam) der CD Cruz Azul im  Clásico Chilango aufgrund des besseren Punktestandes (48 gegenüber 41) in der Punktspielrunde gegenüber dem CF Monterrey durch. 
|               | Gesamt |                | Hinspiel | Rückspiel |
| ------------- | ------ | -------------- | -------- | --------- |
| Puebla FC     | 2:4    | Club América   | 0:0      | 2:4       |
| Santos Laguna | 3:3    | CD Guadalajara | 3:1      | 0:2       |
| UNAM Pumas    | 1:1    | CD Cruz Azul   | 1:0      | 0:1       |
| U.A.G. Tecos  | 1:4    | Club Necaxa    | 0:2      | 1:2       |

### Halbfinale
Während sich in den beiden vergangenen Spielzeiten der Club América jeweils im Viertelfinale des Clásico Joven durchsetzen konnte, behielt der CD Cruz Azul diesmal die Oberhand und qualifizierte sich für das Finale. 
|              | Gesamt    |                | Hinspiel | Rückspiel |
| ------------ | --------- | -------------- | -------- | --------- |
| Club Necaxa  | (a)1:1(a) | CD Guadalajara | 0:0      | 1:1       |
| CD Cruz Azul | 3:2       | Club América   | 1:1      | 2:1       |

### Finale
Der CD Cruz Azul hatte es in den Liguillas ausschließlich mit Stadtrivalen zu tun. Nachdem er sich im Viertelfinale gegen die UNAM Pumas und im Halbfinale gegen den Club América jeweils gegen seine 2 Hauptkonkurrenten in Mexiko-Stadt durchsetzen konnte, scheiterte er im Finale ausgerechnet gegen den „kleineren“ Club Necaxa. Die Necaxistas waren nicht nur „Überraschungsmeister“ dieser Spielzeit, sondern stellten mit insgesamt 3 Meistertiteln zudem die erfolgreichste mexikanische Meistermannschaft der 1990er-Jahre; die beiden anderen Erfolge wurden 1995/96, als der Titel verteidigt werden konnte, und im Winterturnier der Saison 1998/99 erzielt.
|             | Gesamt |              | Hinspiel | Rückspiel |
| ----------- | ------ | ------------ | -------- | --------- |
| Club Necaxa | 3:1    | CD Cruz Azul | 1:1      | 2:0       |

## Statistik
| Ereignis               | Begegnung                           | Ergebnis | Spieltag |
| ---------------------- | ----------------------------------- | -------- | -------- |
| Torreichstes Spiel     | Puebla FC vs CF Atlante             | 6:6      | 38       |
| Höchster Heimsieg      | Club América vs U.A.T. Correcaminos | 8:1      | 08       |
| Höchster Heimsieg1     | Club Necaxa vs CF Atlante           | 7:0      | 10       |
| Höchster Auswärtssieg2 | TM Gallos Blancos vs Club América   | 2:8      | 16       |

1 Es war zugleich eines der höchsten Resultate in der Geschichte des Clásico Verdadero.

2 Es war die erste Begegnung der »TM Gallos Blancos« an ihrer neuen Wirkungsstätte.

## Torjägerliste
| Pos. | Spieler                | Verein           | Tore |
| ---- | ---------------------- | ---------------- | ---- |
| 1.   | Carlos Hermosillo      | CD Cruz Azul     | 35   |
| 2.   | François Omam-Biyik    | Club América     | 33   |
| 3.   | Luis Roberto Alves     | Club América     | 23   |
| 4.   | Marco Antonio Figueroa | Atlético Morelia | 19   |
| 5.   | Julio Alberto Zamora   | CD Cruz Azul     | 17   |